# Eternity (album d'Anathema)
Pour les articles homonymes, voir Eternity.
Albums de Anathema
The Silent Enigma
(1995) Alternative 4
(1998)
Eternity est le troisième album du groupe anglais de metal alternatif Anathema, publié le 11 novembre 1996, par Peaceville Records.
Cet album marque une évolution du style musical du groupe, notamment avec l'abandon de toute trace de death metal (retrait des grunts, qui n'apparaîtront plus dans la musique du groupe), des compositions plus mélancoliques, et une mise en avant des instruments acoustiques. Apparaissent ainsi les prémices du futur style musical pour lequel Anathema optera au fil des albums.
La chanson Hope est une reprise de Roy Harper de l'album Whatever Happened to Jugula?.

## Liste des chansons
Toute la musique est composée par Anathema.
| No  | Titre             | Durée |
| --- | ----------------- | ----- |
| 1.  | Sentient          | 2:59  |
| 2.  | Angelica          | 5:51  |
| 3.  | The Beloved       | 4:44  |
| 4.  | Eternity Part I   | 5:35  |
| 5.  | Eternity Part II  | 3:12  |
| 6.  | Hope              | 5:55  |
| 7.  | Suicide Veil      | 5:11  |
| 8.  | Radiance          | 5:52  |
| 9.  | Far Away          | 5:30  |
| 10. | Eternity Part III | 4:44  |
| 11. | Cries on the Wind | 5:01  |
| 12. | Ascension         | 3:21  |